# Spirostreptus epelus
Spirostreptus epelus är en mångfotingart som beskrevs av Chamberlin 1941. Spirostreptus epelus ingår i släktet Spirostreptus och familjen Spirostreptidae. Inga underarter finns listade i Catalogue of Life.